# Пансион для девушек

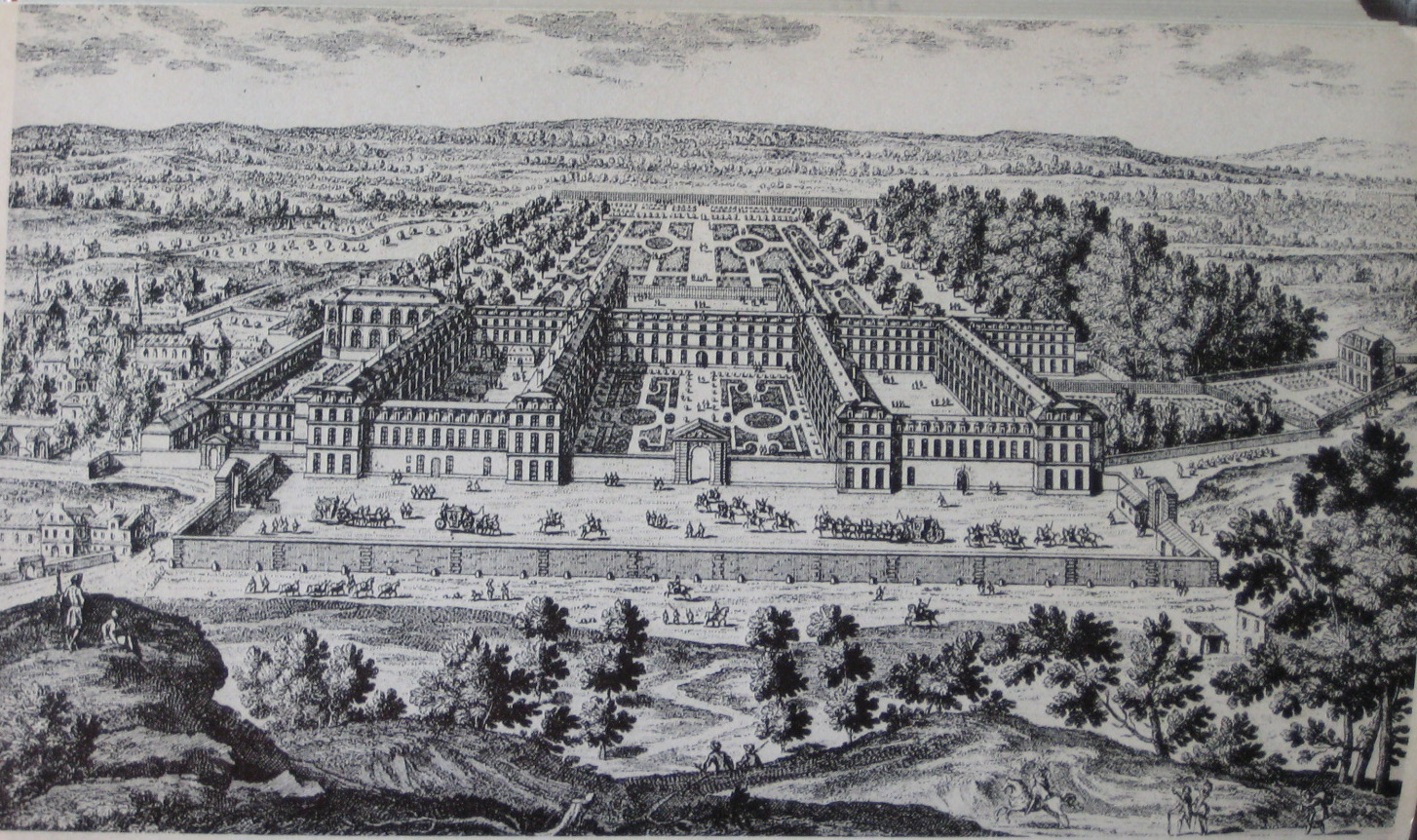
Институт Святого Людовика — первая светская женская школа

Женский пансион (англ. finishing school, charm school) — частная женская школа, с усиленным обучением в сфере культурной и общественной деятельности. Эта школа соответствует обычной школе и предназначена для завершения образования. Она может включать в себя интенсивный курс или обучение по однолетней программе.

## История
Типичная программа включает курсы: этикета, протокола, «ноу-хау жизни» (savoir-vivre), искусства гостеприимства, сервиса, курс уборки в доме, курс кухни (приготовления пищи), курс декорации и т. д.
Славится своими частными пансионами благородных девиц Швейцария, например такими, как институт Вилла Пьерфе или институт Alpin Videmanette (закрыт в 1991 году), где училась Диана, принцесса Уэльская и Mon Fertile, где частично получала образование Камилла, герцогиня Корнуольская. Школой, сделавшей Швейцарию известной этими учреждениями, был Институт Villa Mont Choisy, который был основан в 1870 году, а закрыт в 1995 или 1996 году. Другая заметная школа — институт Chateau Beau-Cedre, закрывшийся в 2002 году.
Словосочетание finishing school также иногда используется в американском диалекте английского для обозначения некоторых женских колледжей, в первую очередь на восточном побережье США, которые были известны своей направленностью в подготовке студенток для брака. С 1960-х годов многие из этих школ перестали существовать в результате финансовых трудностей, вытекающих из того, что у родителей снизился интерес к оплате такого обучения для своих дочерей, а также появления феминизма, который облегчил их дочерям следование более возвышенным целям.